# جرم هيربج هارو

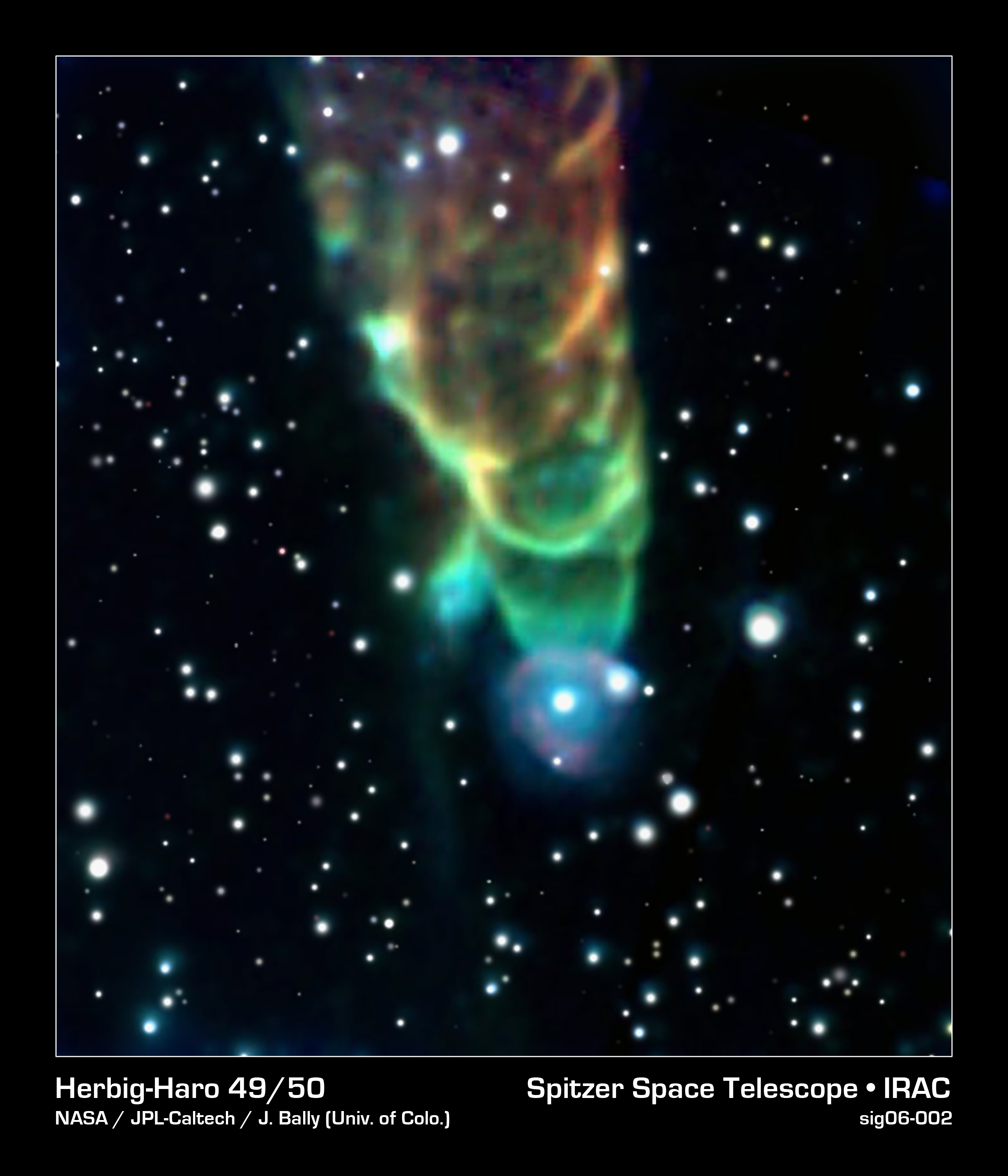
اجسام هيربج هارو 49 50

أجسام هيربج هارو هي رقه صغيرة من السدم المرتبطة بالنجوم المولودة حديثا، وتتشكل عندما تطرد الغازات من النجوم الشابة فتصطدم مع السحب من الغاز والغبار القريبة بسرعة عدة مئات من الكيلومترات في الثانية الواحدة. اجسام هيربج - هارو موجودة في النجوم المولودة حديثا وغالبا ما يشاهد ذلك حول النجم الحديث الذي يطلق علية نجم أولي حيث  تنبعث نفاثات من الغاز على طول محور دورانه.
أجسام هارو هي ظواهر عابرة، لا تستغرق سوى بضعة آلاف من السنين على الأكثر. و يمكن أن تتطور بشكل ملحوظ على مدى فترات زمنية قصيرة جدا لأنها تتحرك بسرعة بعيدا عن النجم الأم في سحب الغاز في الوسط بين نجمي .تلسكوب هابل الفضائي كشف عن تطور اجسام هارو المعقدة خلال سنوات قليلة، وأجزاء منها تتلاشى في حين أن البعض الآخر يسطع عندما يصطدم مع المادة الملتفة في الوسط ما بين النجوم.
تم ملاحظة و مراقبة هذة الاجرام في البداية أواخر القرن التاسع عشر من قبل شيربورني يسلي برنهام، ولكن لم يتم الاعتراف بأنها نوع مميز من السدم الإشعاعية حتى 1940.أول علماء الفلك الذين درسوها بالتفصيل هو جورج هيربج وغييرمو هارو، وكانوا يعملون بشكل مستقل عن دراسات من النجوم الأولى، و لاحظو أنها كانت نتيجة ثانوية لعملية تكوين النجوم .

## الاكتشاف وتاريخ الأرصاد
رصد شربورن ويسلي بورنهام جرم هيربج هارو الأول في نهاية القرن التاسع عشر وذلك عندما رصد النجم تي الثور بواسطة تلسكوب كاسر ذات مرآة قطرها 36 إنش (910 ميليمتر) في مرصد ليك، ولاحظ بقعة سديمية صغيرة بالقرب منه. اعتُقد أنها كانت سديم إشعاعي، وأصبحت لاحقًا تُعرف بسديم بورنهام، ولم يُعتبر فئة أجرام مستقلة. وُجد أنّ النجم تي الثور شاب جدًا ومتغير، وهو النموذج الأولي من فئة الأجرام المعروفة بنجوم تي الثور التي لم تصل بعد إلى حالة التوازن الهيدروستاتيكي بين الانهيار التثاقلي وتوليد الطاقة من خلال الاندماج النووي في مراكزها. اكتُشفت العديد من السدم المشابهة التي تبدو كالنجوم بعد خمسين عامًا على اكتشاف بورنهام. قام كل من هارو وهيربج بأرصاد مستقلة للعديد من هذه الأجرام في سديم الجبار خلال أربعينيات القرن العشرين. رصد هيربج أيضًا سديم بورنهام، ووجده قد أظهر طيفًا كهرومغناطيسيًا غير عادي ذات خطوط انبعاث بارزة لكل من الهيدروجين، والكبريت، والأوكسجين. وجد هارو أنّ جميع الأجسام من هذا النوع غير مرئية بالأشعة تحت الحمراء.
التقى هيربج وهارو بعد اكتشافاتهما المستقلة في مؤتمر فلكي عُقد في توسان، أريزونا في ديسمبر عام 1949. لم يعطي هيربج في البداية إلّا القليل من الأهمية للأجرام التي اكتشفها، لأنّ المؤتمر كان بخصوص النجوم القريبة بشكل أساسي، لكنه قام بدراسات أكثر تفصيلًا على هذه الأجرام بعد سماعه لنتائج هارو. أعطى الفلكي السوفييتي فيكتور أمبارتسوميان الأجرام أسماءها (أجرام هيربج-هارو، وتُختصر عادةً إلى أجرام إتش إتش)، واقتُرح أنها ربما تمثل مرحلة مبكرة في تشكل نجوم تي الثور نتيجةً لظهورها قرب النجوم الشابة (عمرها بضع مئات الآلاف من السنوات). أظهرت دراسات أجرام إتش إتش أنها شديدة التأين، وتكهن المنظرون الأوائل أنها سُدم عاكسة يوجد عميقًا في داخلها نجوم منخفضة اللمعان. ولكن دلّ عدم إصدار الإشعاعات تحت الحمراء أنه لا يوجد نجوم في داخلها، لأنه في حال وجودها فستصدر أشعة تحت حمراء غزيرة. وضع الفلكي الأمريكي أر. دي. شوارتز نظرية في عام 1975 تقول أنّ الرياح الصادرة عن نجوم تي الثور تنتج موجات تصادمية في الوسط المحيط عند الالتقاء، وينتج عن هذا تولد الضوء المرئي. عند اكتشاف أول مقذوفة من نجم أولي في إتش إتش 46/47، أصبح من الواضح أنّ أجرام إتش إتش بالفعل عبارة عن ظواهر حاثة للصدمة ذات موجات تصادمية تقودها مقذوفات متوازية من النجوم الأولية.

## التَّشكل
تتشكل النجوم عن طريق الانهيار التثاقلي للسحب الغازية بين النجمية. بينما يزيد الانهيار الكثافة، فإنّ فقدان الطاقة الإشعاعية ينخفض بسبب زيادة العتامة. يرفع هذا درجة حرارة السحب مما يمنع الانهيار من الاستمرار، ويتشكل توازن هيدروستاتيكي. يستمر الغاز بالسقوط باتجاه النواة في القرص الدوّار. تُدعى نواة هذا النظام نجم أولي. تُقذف بعض من المواد المتراكمة خارجًا على طول محور دوران النجم على شكل مقذوفتين من الغاز المتأين جزئيًا (البلازما). إنّ آلية إنتاج هذه المقذوفات المتوازية من القطبين ما تزال غير مفهومة بالكامل، لكن يُعتقد أنّ التفاعل بين القرص المزود والمجال المغناطيسي النجمي يُسرِّع خروج بعض من المواد المتراكمة من داخل النجم وانطلاقها عدة وحدات فلكية بعيدًا عن مستوي القرص. إنّ التدفق الخارجي متشعب عند هذه المسافات، وينتشر بزاوية تتراوح بين 10-30 درجة، لكنه يصبح متوازيًا بشكل متزايد على مسافة عشرات إلى مئات الوحدات الفلكية من المصدر لأنّ توسعها محدود. تحمل هذه المقذوفات أيضًا الزخم الزاوي الزائد الناتج عن تراكم المواد على القرص بعيدًا، والذي قد يسبب من ناحية أخرى دوران النجم بسرعة كبيرة جدًا وتحطمه. ينتج عندما تتصادم هذه المقذوفات مع الوسط النجمي ظهور بقع صغيرة من الانبعاثات البراقة والتي تتضمن أجرام إتش إتش.

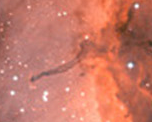
اجسام هيربج هارو 555

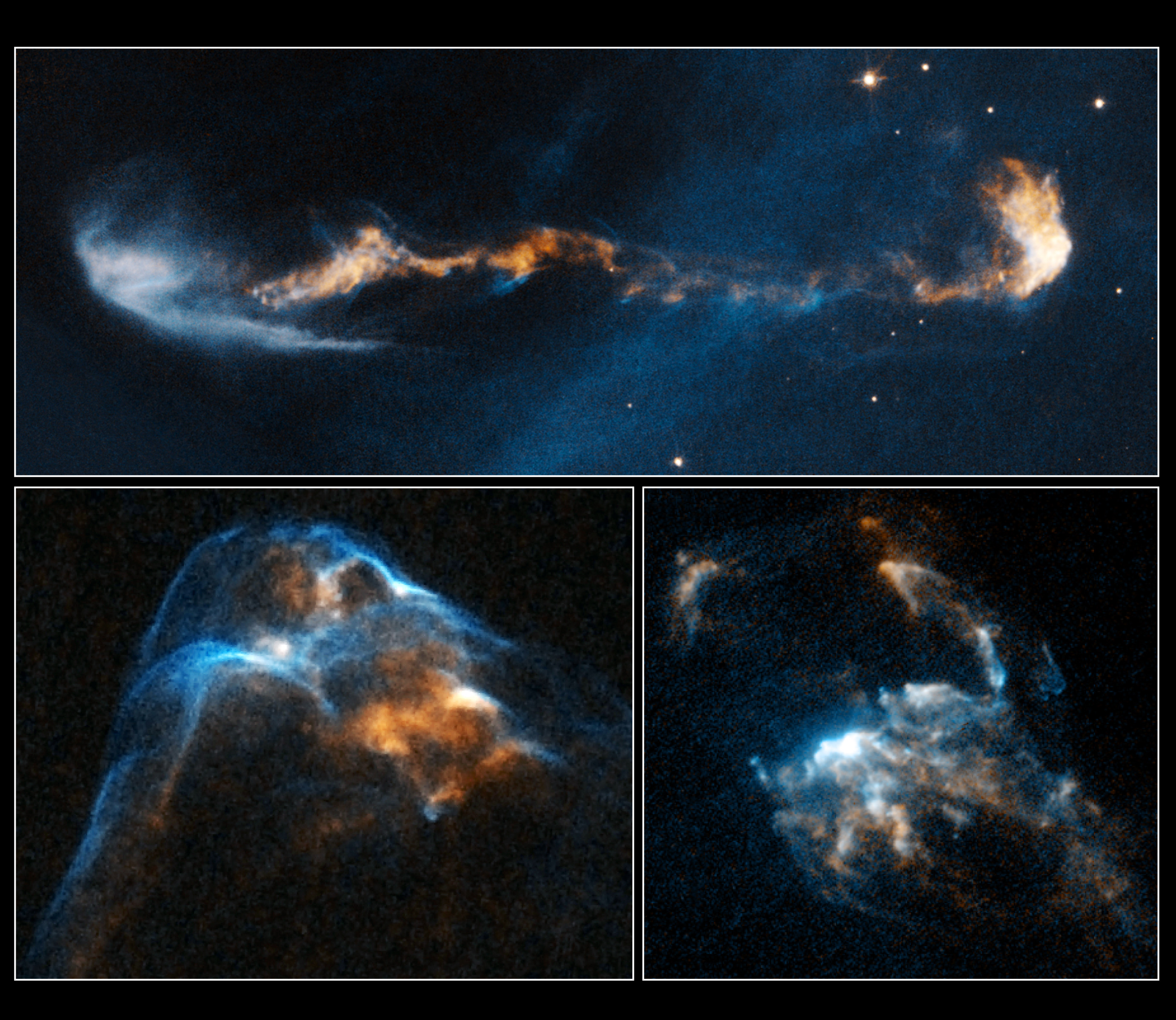
اجسام هيربج هارو 47 ,اجسام هيربج هار 34 ,و اجسام هيربج هارو 2

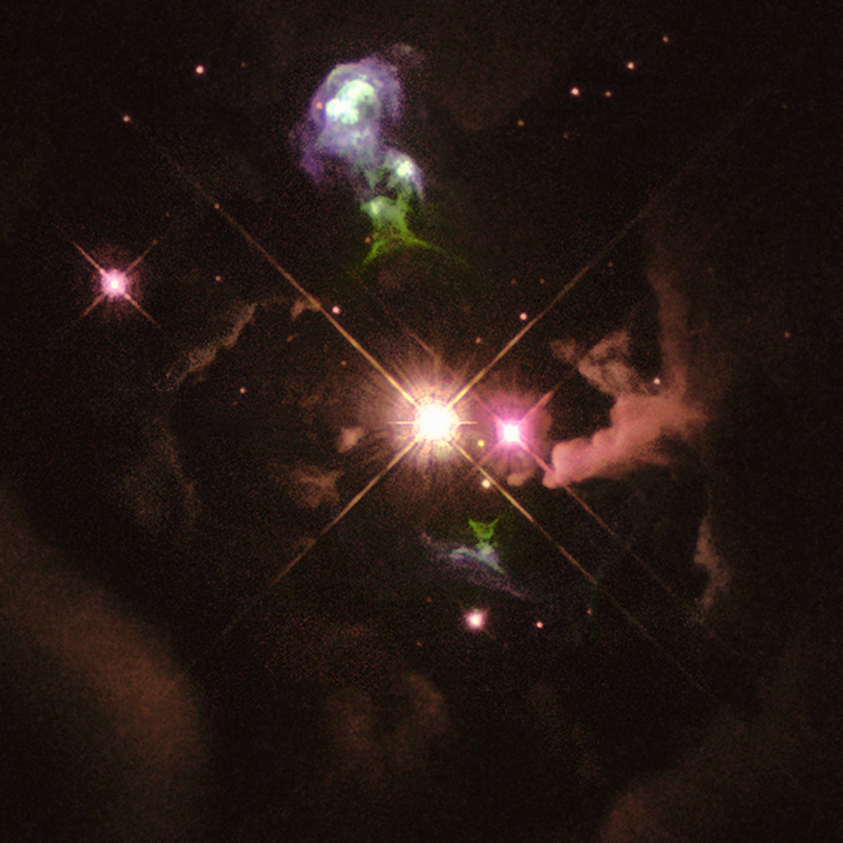
صورة من تلسكوب هابل لاجسام هيربج هارو 32

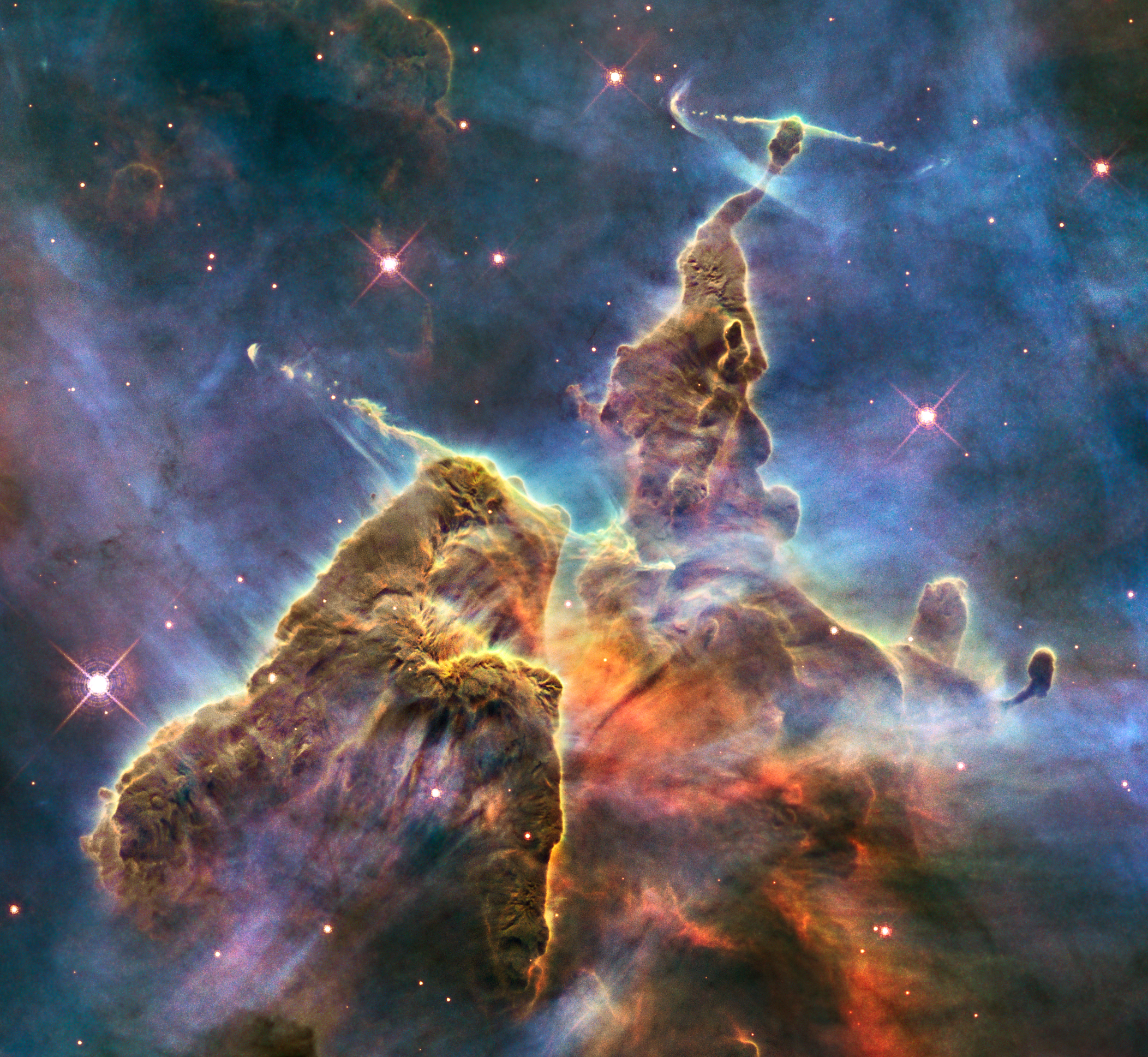
اجسام هيربج هار 901 و اجسام هيربج هار 902 في سديم كارينا (الملتقطة بواسطة تلسكوب الفضاء هابل)